# Naruhisa Arakawa
Naruhisa Arakawa (荒川 稔久 Arakawa Naruhisa?, Nagoya, Prefectura de Aichi, 14 de marzo de 1964) es un guionista y letrista japonés que trabaja principalmente en anime y dramas tokusatsu. Se ha desempeñado como escritor principal de animes como Blue Seed, Spice and Wolf, Yosuga no Sora, Kingdom, Terra Formars: Revenge, Sōsei no Onmyōji, Island o Fūfu Ijō, Koibito Miman..

## Biografía
Arakawa nació el 14 de marzo de 1964 en la ciudad de Nagoya, Prefectura de Aichi. Tras estudiar en la Escuela Secundaria Meiwa de la Prefectura de Aichi, ingresó a la Universidad de Aichi. En 1986, mientras aún era estudiante, se convirtió en parte de la primera generación de la escuela de guion Anime Scenario House, dirigida por Takao Koyama. Ese mismo año, debutó como guionista con el episodio 7 de Doteraman. En 1987, junto con Hiroyuki Kawasaki, Yumi Kageyama y otros, se unió como miembro fundador del grupo de planificación Brother Noppo, establecido por Koyama. Más tarde, Satoru Akahori también se sumó al grupo.
A partir de Kamen Rider BLACK, comenzó a escribir guiones para varias producciones de tokusatsu de Toei. Ha trabajado como guionista principal en numerosas series de Super Sentai y Kamen Rider, incluyendo Kamen Rider Kūga, Bakuryū Sentai Abaranger, Tokusō Sentai Dekaranger, Kaizoku Sentai Gokaiger y Mashin Sentai Kiramager. También ha escrito cuatro películas V-Cinema de Super Sentai, sustituyendo al guionista principal de las series de televisión en esos proyectos.
En el ámbito del anime, ha trabajado frecuentemente en series producidas por el estudio Feel, desempeñándose principalmente como guionista y creador de la estructura narrativa de varias de sus producciones.

## Estilo
Arakawa ha confesado que no se siente cómodo escribiendo historias de acción centradas en personajes cuya principal característica es ser expertos en combate, ya que no es un tipo de narrativa que resuene con su estilo creativo. Prefiere trabajar en proyectos con mayor libertad creativa o que permitan explorar enfoques poco convencionales, especialmente cuando participa como guionista secundario.
En las producciones de Super Sentai, Arakawa enfatiza la importancia del trabajo en equipo y la distribución clara de roles entre los miembros del grupo. Esto lo ha llevado a ser reconocido por su enfoque en mantener el concepto de "cinco integrantes", algo que considera el núcleo de lo que define a Super Sentai. A pesar de su éxito en la franquicia, Arakawa admite que tiene una relación algo conflictiva con Super Sentai. Originalmente, aspiraba a escribir guiones para la serie Ultraman, y aunque ha trabajado extensamente en Super Sentai, menciona que todavía siente cierta "incomodidad" o "sensación de estar fuera de lugar" en este tipo de proyectos.
Arakawa también ha incursionado en animes protagonizados por heroínas, como Steel Angel Kurumi y Rizelmine. En estos proyectos, no solo se encargó de los guiones, sino que también escribió las letras de las canciones principales de estas series, mostrando su versatilidad creativa.

## Vida personal
Arakawa está casado con la guionista Hiroko Naka.

## Trabajos

### Anime

#### Series de televisión
| Año  | Anime                                                                 | Estudio                                  | Funciones                                                                                               | Refs.  |
| ---- | --------------------------------------------------------------------- | ---------------------------------------- | --- | ------ |
| 1986 | Doteraman                                                             | Tatsunoko Production                     | Guionista (#7)                                                                                          | [ 7 ]  |
| 1986 | Dragon Ball                                                           | Toei Animation                           | Guionista (#93)                                                                                         | [ 8 ]  |
| 1989 | Idol Densetsu Eriko                                                   | Ashi Productions                         | Guionista (#3, 8-9, 14, 17, 23, 27, 30, 42, 47, 49, 51)                                                 | [ 9 ]  |
| 1989 | Madō King Granzort                                                    | Sunrise                                  | Guionista (#5, 9, 13, 19, 24, 29, 35)                                                                   | [ 10 ] |
| 1989 | Dragon Ball Z                                                         | Toei Animation                           | Letrista (#ED 1)                                                                                        | [ 8 ]  |
| 1989 | Gaki Deka                                                             | Gallop                                   | Guionista (#4)                                                                                          | [ 11 ] |
| 1990 | Kyatto Ninden Teyandee                                                | Tatsunoko Production                     | Guionista (#2, 11, 18, 25, 36, 41, 46)                                                                  | [ 12 ] |
| 1990 | Mahō no Angel Sweet Mint                                              | Ashi Productions                         | Guionista (#4, 8, 21, 30, 41, 43, 46-47)                                                                | [ 13 ] |
| 1991 | Jankenman                                                             | Ashi Productions                         | Guionista (#3, 14, 36, 45)                                                                              | [ 14 ] |
| 1994 | Shirayuki Hime no Densetsu                                            | Tatsunoko Production                     | Composición de la serie Guionista (#3-4, 12-13, 17, 24-25, 28, 31-32, 37, 40, 44, 48, 50-52)            | [ 15 ] |
| 1994 | Blue Seed                                                             | Production I.G Ashi Productions          | Composición de la serie Guionista (#2-4, 7-8, 14, 17, 20, 22-26)                                        | [ 16 ] |
| 1995 | Shinpi no Sekai El-Hazard                                             | AIC                                      | Guionista (#24)                                                                                         | [ 17 ] |
| 1996 | Cinderella Monogatari                                                 | Tatsunoko Production                     | Guionista (#4, 8, 12)                                                                                   | [ 18 ] |
| 1996 | Mizuiro Jidai                                                         | Studio Comet                             | Guionista (#3, 6, 9, 12, 17, 22, 27, 30, 33, 37, 39, 42, 4)                                             | [ 19 ] |
| 1996 | Martian Successor Nadesico                                            | Xebec                                    | Guionista (#4, 9, 19, 22) Letrista (#Canción insertada: "Shori no V da! Gekiganger 3 - HIKARU Version") | [ 20 ] |
| 1996 | Mahō Shōjo Pretty Sammy                                               | AIC                                      | Guionista (#12)                                                                                         | [ 21 ] |
| 1997 | Clamp Gakuen Tanteidan                                                | Pierrot                                  | Guionista (#3-4, 9, 16, 20, 23)                                                                         | [ 22 ] |
| 1998 | Bannō Bunka Neko-Musume                                               | Ashi Productions                         | Guionista (#4, 11)                                                                                      | [ 23 ] |
| 1998 | Cyber Team in Akihabara                                               | Ashi Productions                         | Guionista (#8)                                                                                          | [ 24 ] |
| 1998 | Jikū Tenshō Nazca                                                     | Radix Ace Entertainment                  | Guionista (#4, 6-7, 9-12)                                                                               | [ 25 ] |
| 1998 | Sentimental Journey                                                   | Sunrise                                  | Guionista (#1-12)                                                                                       | [ 26 ] |
| 1998 | Kaiketsu Jōki Tanteidan                                               | Xebec                                    | Composición de la serie Guionista jefe Guionista (#1, 6, 8, 11, 16, 24-26)                              | [ 27 ] |
| 1999 | Susie-chan to Marvy                                                   | Xebec                                    | Composición de la serie Guionista (33 episodios)                                                        | [ 28 ] |
| 1999 | Steel Angel Kurumi                                                    | OLM                                      | Composición de la serie Guionista (#1-24) Letrista                                                      | [ 29 ] |
| 1999 | Seraphim Call                                                         | Sunrise                                  | Guionista (#1, 3-4, 9, 11)                                                                              | [ 30 ] |
| 2000 | UFO Baby                                                              | J.C.Staff                                | Guionista (#7-8, 51, 61, 72)                                                                            | [ 31 ] |
| 2000 | Karakuri Kiden: Hiwō Senki                                            | Bones                                    | Guionista (#5)                                                                                          | [ 32 ] |
| 2001 | Steel Angel Kurumi 2                                                  | OLM                                      | Guionista (#1-12) Letrista                                                                              | [ 33 ] |
| 2002 | Rockman.EXE                                                           | Xebec                                    | Guionista (#27)                                                                                         | [ 34 ] |
| 2002 | Rizelmine                                                             | Madhouse Imagin                          | Editor de la historia de la serie Guionista (#1-15, 18, 20-24) Letrista                                 | [ 35 ] |
| 2002 | Dragon Drive                                                          | Madhouse                                 | Guionista (#4, 9, 17)                                                                                   | [ 36 ] |
| 2003 | D.N.Angel                                                             | Xebec                                    | Editor de la historia de la serie Guionista (#1-4, 14, 18, 22, 25-26)                                   | [ 37 ] |
| 2004 | Chō Henshin CosPrayers                                                | Imagin Studio Live                       | Creador original Editor de la historia de la serie Guionista (#1-4)                                     | [ 38 ] |
| 2004 | Hit wo Nerae!                                                         | Imagin Studio Live                       | Guionista (#1-2)                                                                                        | [ 39 ] |
| 2005 | Elemental Gelade                                                      | Xebec                                    | Composición de la serie Guionista (#1-2, 11-12, 19, 26)                                                 | [ 40 ] |
| 2006 | Love Get Chu                                                          | Radix Ace Entertainment                  | Composición de la serie (#14-25) Guionista jefe Guionista (#4, 9, 11, 14, 17, 20, 24)                   | [ 41 ] |
| 2006 | Saru Getchu: On Air                                                   | Xebec                                    | Composición de la serie Guionista (#1-3, 12, 16, 26)                                                    | [ 42 ] |
| 2006 | Saru Getchu: On Air 2nd                                               | Xebec                                    | Composición de la serie Guionista (#1, 9, 13-14, 22, 25-26, 35, 49, 51)                                 | [ 43 ] |
| 2008 | Spice and Wolf                                                        | Imagin                                   | Composición de la serie Guionista (#1-13)                                                               | [ 44 ] |
| 2008 | Penguin no Mondai                                                     | Shogakukan Music & Digital Entertainment | Guionista                                                                                               | [ 45 ] |
| 2009 | Element Hunters                                                       | Heewon Entertainment NHK Enterprises     | Composición de la serie Guionista (#1-3, 14-15, 24, 33-35, 37, 39)                                      | [ 46 ] |
| 2009 | Spice and Wolf II                                                     | Brain's Base Marvy Jack                  | Composición de la serie Guionista (#1-12)                                                               | [ 47 ] |
| 2010 | Yosuga no Sora                                                        | Feel                                     | Composición de la serie Guionista (#1-2, 5-6, 10-12)                                                    | [ 48 ] |
| 2012 | Papa no Iukoto o Kikinasai!                                           | Feel                                     | Composición de la serie Guionista (#1-3, 11-12)                                                         | [ 49 ] |
| 2012 | Kingdom                                                               | Pierrot                                  | Composición de la serie Guionista (#1, 15, 23, 30, 38)                                                  | [ 50 ] |
| 2012 | Dakara Boku wa, H ga Dekinai.                                         | Feel                                     | Composición de la serie Guionista (#1, 12)                                                              | [ 51 ] |
| 2013 | Maoyū Maō Yūsha                                                       | Arms                                     | Composición de la serie Guionista (#1-12)                                                               | [ 52 ] |
| 2013 | Kingdom 2nd Season                                                    | Pierrot                                  | Composición de la serie Guionista (#1, 6, 11, 33, 35-36)                                                | [ 53 ] |
| 2013 | Outbreak Company                                                      | Feel                                     | Composición de la serie Guionista (#1-3, 7, 10, 12)                                                     | [ 54 ] |
| 2014 | Jinsei                                                                | Feel                                     | Composición de la serie Guionista (#1-5, 10, 13)                                                        | [ 55 ] |
| 2014 | Ore, Twintail ni Narimasu.                                            | Production IMS                           | Composición de la serie Guionista (#1-4, 7, 9, 12)                                                      | [ 56 ] |
| 2014 | Lady Jewelpet                                                         | Studio Comet Zexcs                       | Guionista (#25)                                                                                         | [ 57 ] |
| 2016 | Active Raid: Kidō Kyōshūshitsu Dai Hachi Gakari                       | Production IMS                           | Composición de la serie Guionista (#1-4, 10, 12)                                                        | [ 58 ] |
| 2016 | Terra Formars: Revenge                                                | Liden Films TYO Animations               | Composición de la serie Guionista (#1-2, 11, 13)                                                        | [ 59 ] |
| 2016 | Sōsei no Onmyōji                                                      | Pierrot                                  | Composición de la serie Guionista (#1-2, 7, 20-21, 30, 40, 47-50)                                       | [ 60 ] |
| 2016 | Kono Bijutsubu ni wa Mondai ga Aru!                                   | Feel                                     | Composición de la serie Guionista (#1-12)                                                               | [ 61 ] |
| 2016 | Active Raid: Kidō Kyōshūshitsu Dai Hachi Gakari                       | Production IMS                           | Composición de la serie Guionista (#1, 6, 10, 12)                                                       | [ 62 ] |
| 2017 | Action Heroine Cheer Fruits                                           | Diomedéa                                 | Composición de la serie Guionista (#1-3, 7, 12)                                                         | [ 63 ] |
| 2018 | Island                                                                | Feel                                     | Composición de la serie Guionista (#1-2, 5, 7-10, 12)                                                   | [ 64 ] |
| 2021 | Yakunara Mug Cup mo                                                   | Nippon Animation                         | Composición de la serie Guionista (#1-12) Asistente de efectos de sonido (#8)                           | [ 65 ] |
| 2021 | Yakunara Mug Cup mo: Niban Gama                                       | Nippon Animation                         | Composición de la serie Guionista (#1-12)                                                               | [ 66 ] |
| 2022 | Fūfu Ijō, Koibito Miman.                                              | studio MOTHER                            | Composición de la serie Guionista (#1-2, 5-8, 11-12)                                                    | [ 67 ] |
| 2024 | Sentai Daishikkaku                                                    | Yostar Pictures                          | Guionista (#4, 8, 11)                                                                                   | [ 68 ] |
| 2025 | Sentai Daishikkaku 2nd Season                                         | Yostar Pictures                          | Guionista (#16, 20, 22)                                                                                 | [ 69 ] |
| 2025 | Watashi ga Koibito ni Nareru Wake Naijan, Muri Muri! Muri Janakatta!? | studio MOTHER                            | Composición de la serie                                                                                 | [ 70 ] |
| 2025 | Chitose-kun wa Ramune Bin no Naka                                     | Feel                                     | Composición de la serie                                                                                 | [ 71 ] |

#### Películas
| Año  | Anime                                                              | Estudio        | Funciones      | Refs.  |
| ---- | ------------------------------------------------------------------ | -------------- | -------------- | ------ |
| 1993 | Dragon Ball Z Movie 08: Moetsukiro!! Nessen, Ressen, Chōgekisen    | Toei Animation | Letrista (#ED) | [ 72 ] |
| 1994 | Dragon Ball Z Movie 10: Kiken na Futari! Super Senshi wa Nemurenai | Toei Animation | Letrista (#ED) | [ 73 ] |
| 2011 | Onigamiden                                                         | Pierrot        | Guionista      | [ 74 ] |

#### ONAs
| Año  | Anime    | Estudio | Funciones                                      | Refs.  |
| ---- | -------- | ------- | ---------------------------------------------- | ------ |
| 2012 | Upotte!! | Xebec   | Composición de la serie Guionista (#1-3, 9-10) | [ 75 ] |

#### OVAs
| Año  | Anime                                  | Estudio              | Funciones                                | Refs.  |
| ---- | -------------------------------------- | -------------------- | ---------------------------------------- | ------ |
| 1994 | Iria: Zeiram The Animation             | Ashi Productions     | Guionista (#2, 6)                        | [ 76 ] |
| 1995 | Idol Project                           | Studio OX            | Guionista (#3-4)                         | [ 77 ] |
| 1996 | Blue Seed 2                            | Production I.G Xebec | Guionista (#1-2)                         | [ 78 ] |
| 2000 | Steel Angel Kurumi Encore              | OLM                  | Guionista (#1-4) Letrista                | [ 79 ] |
| 2001 | Steel Angel Kurumi Zero                | OLM                  | Guionista Letrista                       | [ 80 ] |
| 2002 | Canary                                 | Soeishinsha          | Guionista                                | [ 81 ] |
| 2008 | Naisho no Tsubomi                      | Studio Kikan         | Composición de la serie Guionista (#1-3) | [ 82 ] |
| 2012 | Upotte!! Miatte Waratte                | Xebec                | Guionista                                | [ 83 ] |
| 2013 | Papa no Iukoto o Kikinasai!: Pokkapoka | Feel                 | Guionista (#1-2)                         | [ 84 ] |

#### Especiales
| Año  | Anime                                                                                | Estudio        | Funciones | Refs.  |
| ---- | ------------------------------------------------------------------------------------ | -------------- | --------- | ------ |
| 1993 | Dragon Ball Z Special 2: Zetsubō e no Hankō!! Nokosareta Chōsenshi - Gohan to Trunks | Toei Animation | Letrista  | [ 85 ] |
| 2012 | Papa no Iukoto o Kikinasai!: Pokkapoka                                               | Feel           | Guionista | [ 86 ] |

### Acción real

#### Series de televisión
| Año  | Título                                                | Funciones                                                                        | Refs.  |
| ---- | ----------------------------------------------------- | -------------------------------------------------------------------------------- | ------ |
| 1988 | Kamen Rider Black                                     | Guionista (#28)                                                                  | [ 87 ] |
| 1991 | Chōjin Sentai Jetman                                  | Guionista (#10, 19, 26, 28, 34, 39)                                              | [ 87 ] |
| 1992 | Kyōryū Sentai Zyuranger                               | Guionista (#13, 24, 32, 38, 43-44, 46)                                           | [ 87 ] |
| 1993 | Gosei Sentai Dairanger                                | Guionista (#5-6, 11-13, 15, 19-20, 24, 33, 40, 47-48)                            | [ 87 ] |
| 1994 | Ninja Sentai Kakuranger                               | Guionista (#7, 35)                                                               | [ 87 ] |
| 1996 | Gekisō Sentai Carranger                               | Guionista (#19, 23, 25-26, 33-34, 40-43)                                         | [ 87 ] |
| 1997 | Denji Sentai Megaranger                               | Guionista (#4, 7, 10-11, 17-18, 22, 28, 33, 37)                                  | [ 87 ] |
| 1998 | Seijū Sentai Gingaman                                 | Guionista (#14, 21, 27, 45)                                                      | [ 87 ] |
| 1999 | Moero!! Robocon                                       | Guionista                                                                        | [ 87 ] |
| 2000 | Kamen Rider Kūga                                      | Composición de la serie Guionista (#1-12, 15-16, 19-21, 25)                      | [ 87 ] |
| 2002 | Steel Angel Kurumi Pure                               | Creación de la serie Guionista (#1-8, 11-14, 21-24)                              | [ 88 ] |
| 2002 | Ninpū Sentai Hurricaneger                             | Guionista (#12, 15, 21, 25, 30, 36-37)                                           | [ 87 ] |
| 2003 | Bakuryū Sentai Abaranger                              | Composición de la serie Guionista (24 episodios)                                 | [ 87 ] |
| 2004 | Tokusō Sentai Dekaranger                              | Composición de la serie Guionista (27 episodios)                                 | [ 87 ] |
| 2005 | Mahō Sentai Magiranger                                | Guionista (#6-7, 14, 17-18, 20-24, 27, 31, 43-44)                                | [ 87 ] |
| 2006 | GōGō Sentai Bōkenger                                  | Guionista (#14, 37-38, 45-47)                                                    | [ 87 ] |
| 2007 | Mahō Sensei Negima!                                   | Composición de la serie Guionista (#1, 3, 11-12, 18, 21, 24-25) Letrista (#OP 3) | [ 89 ] |
| 2007 | Jūken Sentai Gekiranger                               | Guionista (#7-8, 23, 29-30, 33-34, 41-42, 46-47)                                 | [ 87 ] |
| 2008 | Engine Sentai Go-onger                                | Guionista (#13, 31)                                                              | [ 87 ] |
| 2009 | Kamen Rider W                                         | Guionista (#7-8)                                                                 | [ 87 ] |
| 2010 | Tensō Sentai Goseiger                                 | Guionista (#5-6, 11-12, 17-18, 23-24, 31-32)                                     | [ 87 ] |
| 2010 | Daimajin Kanon                                        | Guionista                                                                        | [ 87 ] |
| 2011 | Kaizoku Sentai Gokaiger                               | Composición de la serie Guionista (25 episodios)                                 | [ 87 ] |
| 2012 | Hikōnin Sentai Akibaranger                            | Composición de la serie Guionista (#1-3, 6-7)                                    | [ 87 ] |
| 2013 | Hikōnin Sentai Akibaranger 2nd Season                 | Composición de la serie Guionista (#1, 3-13)                                     | [ 87 ] |
| 2016 | Dōbutsu Sentai Zyuohger                               | Guionista (#7, 9, 14-15, 27)                                                     | [ 87 ] |
| 2017 | Uchū Sentai Kyuranger                                 | Guionista (#17-18)                                                               | [ 87 ] |
| 2018 | Kaitō Sentai Lupinranger VS Keisatsu Sentai Patranger | Guionista (#12-13, 16-17, 19)                                                    | [ 87 ] |
| 2019 | Kishiryū Sentai Ryūsoulger                            | Guionista (#15-16, 24, 28)                                                       | [ 87 ] |
| 2020 | Mashin Sentai Kiramager                               | Composición de la serie Guionista (20 episodios)                                 | [ 87 ] |

#### Películas
| Año  | Título                                                             | Funciones | Refs.  |
| ---- | ------------------------------------------------------------------ | --------- | ------ |
| 2003 | Bakuryū Sentai Abaranger DELUXE: Abare Summer is Freezing Cold!    | Guionista | [ 87 ] |
| 2004 | Tokusō Sentai Dekaranger The Movie: Full Blast Action              | Guionista | [ 87 ] |
| 2007 | Juken Sentai Gekiranger: Nei-Nei! Hō-Hō! Hong Kong Decisive Battle | Guionista | [ 87 ] |
| 2009 | Engine Sentai Go-onger vs. Gekiranger                              | Guionista | [ 87 ] |
| 2011 | Gokaiger Goseiger Super Sentai 199 Hero Great Battle               | Guionista | [ 87 ] |
| 2011 | Kaizoku Sentai Gokaiger the Movie: The Flying Ghost Ship           | Guionista | [ 87 ] |
| 2012 | Kaizoku Sentai Gokaiger vs. Space Sheriff Gavan: The Movie         | Guionista | [ 87 ] |
| 2020 | Kishiryu Sentai Ryusoulger VS Lupinranger VS Patranger the Movie   | Guionista | [ 87 ] |
| 2020 | Mashin Sentai Kiramager Episode Zero                               | Guionista | [ 87 ] |

#### V-Cinema
| Año  | Título                                               | Funciones | Refs.  |
| ---- | ---------------------------------------------------- | --------- | ------ |
| 1998 | Denji Sentai Megaranger vs. Carranger                | Guionista | [ 87 ] |
| 1999 | Seijū Sentai Gingaman vs. Megaranger                 | Guionista | [ 87 ] |
| 2005 | Tokusō Sentai Dekaranger vs. Abaranger               | Guionista | [ 87 ] |
| 2006 | Mahō Sentai Magiranger vs. Dekaranger                | Guionista | [ 87 ] |
| 2008 | Juken Sentai Gekiranger vs Bōkenger                  | Guionista | [ 87 ] |
| 2014 | Space Sheriff Next Generation                        | Guionista | [ 87 ] |
| 2015 | Tokusō Sentai Dekaranger: 10 Years After             | Guionista | [ 87 ] |
| 2017 | Space Squad: Gavan vs. Dekaranger                    | Guionista | [ 87 ] |
| 2017 | Girls in Trouble: Space Squad Episode Zero           | Guionista | [ 87 ] |
| 2019 | Lupinranger VS Patranger VS Kyuranger                | Guionista | [ 87 ] |
| 2021 | Kaizoku Sentai: Ten Gokaiger                         | Guionista | [ 87 ] |
| 2023 | Bakuryū Sentai Abaranger 20th: The Unforgivable Fury | Guionista | [ 87 ] |

## Trabajos citados
- 海賊戦隊ゴーカイジャー公式読本 豪快演義. グライドメディアムック73 (en japonés). グライドメディア. Abril de 2012. ISBN 978-4813081739.
- スーパー戦隊 Official Mook 21世紀 vol.3 爆竜戦隊アバレンジャー. 講談社シリーズMOOK (en japonés). 講談社. 25 de marzo de 2017. ISBN 978-4-06-509514-0.